# グロックに関連する作品の一覧

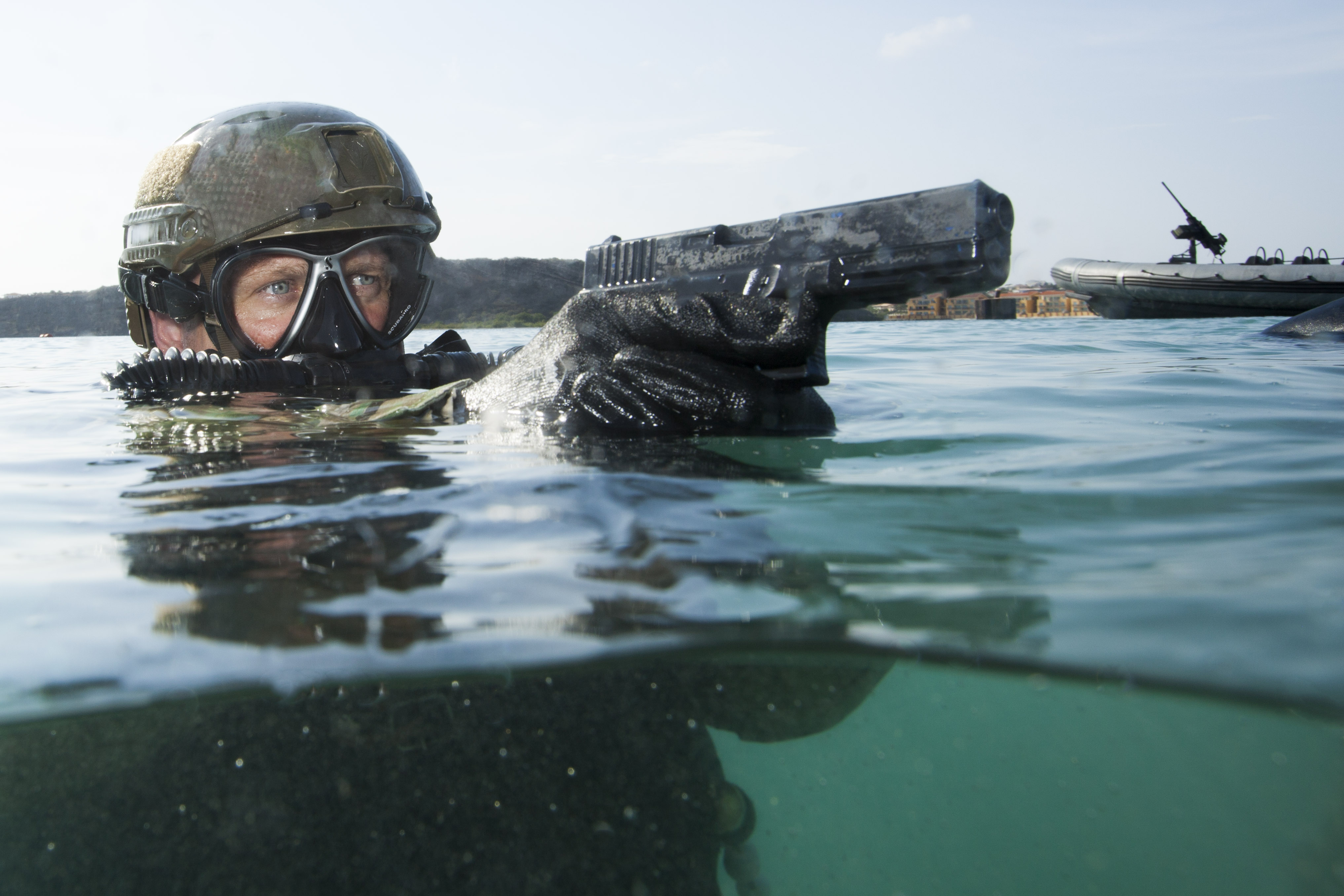
グロック17を構えるオランダ海兵隊員

グロックに関連する作品の一覧（グロックにかんれんするさくひんのいちらん）は、オーストリアのグロック社が製造する自動拳銃、グロック17および、そのバリエーションモデルに関連する作品の一覧である。
グロックは、多くの国の軍隊や法執行機関で採用されるほど人気の高い銃であるため、多数の作品に登場している。

## 映画・テレビドラマ
『特捜刑事マイアミ・バイス』
シーズン3 第14話でキューバの反乱軍兵士が持っており、グロッグがメディアに初めて登場した作品と言われている。
『007 スペクター』
冒頭でジェームズ・ボンドが所持。グロック17にFAB Defense社製の「KPOS」コンバージョンキットが装着され、代用カービンの形状となっている。オプションとして集音器兼用のレーザーポインターも備える。また、Cがノーマルなグロック17を自分のオフィスの机に入れている。
『16ブロック』
主人公のジャック・モーズリー刑事と敵対するニューヨーク市警の刑事たちが、グロック17を使用する。
『GANTZ PERFECT ANSWER』
黒服星人が、「黒服星人編」にて地下鉄の中で、「ラストミッション」にてGANTZ部屋で、ロングマガジンのグロック18Cを使用。
『GRIMM/グリム』
ドラマの主人公、ニコラス・ブルクハム（ニック）が取り締まりや戦闘の際にグロック17を使用している。
『RE:BORN』
ファントムの部隊員およびアビスウォーカーがグロック18Cを使用。マックスも敵から奪ったもので応戦している。
『RED/レッド』
物語冒頭、主人公のフランク・モーゼズの家を襲った傭兵がコーナーショットの先端にグロック17を取り付けている。
『REDリターンズ』
ジャック・ホートンがグロック17にサプレッサーをつけて使用。また、ハン・チョバイがグロック34を二丁拳銃で使用する他、ヴィクトリアもトーラス PT92と共に使用する。
『RONIN』
グレゴールがグロック17Lにドットサイトとサプレッサーを装着したものを使用。
『TIME/タイム』
ウィル・サラスとタイムキーパー・レオンがグロック17のハーフシルバーモデルを使用。
『イコライザー』
ロシアンマフィアや汚職警官がグロック17とグロック19を使用。警備員のラルフィもグロック19を使用。
『イコライザー2』
主人公のロバート・マッコールがグロック17を所持していた。また、タクシーに乗った刺客も車内でしよう。
『イレイザー』
主人公のジョン・クルーガーが、グロック17にサプレッサーを装着して使用。
『インセプション』
アーサー（ジョセフ・ゴードン＝レヴィット）が、グロック17を使用。
『ウルトラヴァイオレット』
ヴァイオレットがグロック18の近未来カスタムモデルを使用。架空ステージガン「スクウェアガン」の名称。
『エンド・オブ・デイズ』
主人公のジェリコ・ケインが、グロック34と予備用のグロック26を携行。また、映画の終盤、警備会社の武器庫からほかの火器とともにグロック17を持ち出す。悪魔への対抗手段を神父から問われた際、「Between your faith and my Glock 9mm, I take my Glock.」と、グロックの名前を挙げて言い放つ場面がある。
ちなみに、日本語吹き替えでは「信仰と拳銃を選ぶなら、俺は拳銃を選ぶ」と訳されており、グロックの名は登場しない。
『エンド・オブ・ホワイトハウス』
北朝鮮テロリストが使用。主人公、マイク・バニングもテロリストから強奪した物を使用する。
『キャッシュトラック』
主人公H（ジェイソン・ステイサム）らフォーティコ警備員がグロック19を使用。覆面強盗がグロック17を使用。
『クリムゾン・リバー』
マックス・ケルケリアンがグロック26を使用。聞き込み先でけんかを売られた際、同銃をホルスターごとビリヤード台の上に置き、男達と乱闘になるが、男の一人が同銃を奪ってマックスに突きつけ牽制するも、あらかじめ弾を抜いていたためマックスに殴り倒された上同銃を奪い返される。
『刑事ナッシュブリッジス』
ハーベイ・リークがグロック17を使用。
『コン・エアー』
主人公と共闘する連邦保安官のヴィンス・ラーキンが、グロック17を使用。
『ザ・シークレット・サービス』
ミッチ・リアリーが使用。
『サードウォッチ』
タイロン・デービス巡査、フェイス・ヨーカス巡査などがグロック19を使用。
『ジュラシック・ワールド』
インジェン社のセキュリティ部門（ACU）のエージェントがセカンダリウェポンとしてグロック17を所持している。
『ジョン・ウィックシリーズ』
『ジョン・ウィック』
主人公のジョン・ウィックがサブアームにグロック26を、ロシアンマフィアがグロック17とグロック19を使用。
『ジョン・ウィック:チャプター2』
主人公のジョン・ウィックがグロック34とグロック26のTTIカスタムモデルを、イタリアンマフィアがグロック17を使用。

『生物彗星WoO』
防衛隊の隊員がグロック17を使用。
『ダークナイト』
ジョーカーがシルバースライドのグロック17をフルオートに改造したものを使用（33連マガジンを装備。一部で言われるグロック18ではない）。
『ターミナル・ベロシティ』
クリスタ・モルドバがグロック17を使用。なお、そのうちの1丁をディッチ・ブロディに貸し出す。
『ターミネーター3』
ジョン・コナーがロングマガジンのグロック18を、ケイト・ブリュースターがグロック19をそれぞれ使用。
『大脱出』
刑務所の看守たちがグロック17を所持。主人公たちも同銃を看守たちから失敬して使用。
『ダイ・ハードシリーズ』
『ダイ・ハード2』
テロリストたちが、西ドイツ製の「グロック7」という架空モデルを使用。空港警察の署長ロレンゾに対し、主人公のジョン・マクレーンから、空港のX線検査に引っかからない銃だと説明されているが、実際はスライドや銃身、弾薬などが金属製のため容易に発見できる。また、最近は原材料に造影剤が使用されており尚更容易に発見できる。
『ダイ・ハード3』
連邦保安官と警察官がグロック17を、テロリストがグロック19を使用する。
『ダイ・ハード4.0』
主人公のジョン・マクレーンをはじめとする、警察官やFBIがグロック22を使用する。
『デス・ウィッシュ』
主人公のポール・カージーがグロック17を使用。
『天使と悪魔』
殺し屋Mr.グレイ（ニコライ・リー・カース）がサプレッサーを装着したグロック19を使用。
『逃亡者』
主人公の一人であるジェラード連邦保安官補がグロック17を、彼の部下がグロック19を使用する。また、もう一人の主人公であるリチャード・キンブルが、ジェラードが使用しているグロック17を奪い彼に突きつける場面もある。
『追跡者』
主人公のジェラード連邦保安官上級代理と彼の部下たちがグロック22を、ジェラードがバックアップ・ガンとしてグロック27を使用する。作中では、理由は不明だがジェラードがニッケル仕様のトーラスPT945を「ニッケルメッキはオカマの銃だ」とこき下ろし、「グロックにしろ」と諭すシーンもある。
『トゥルーライズ』
主人公、ハリー・タスカーがジュネーヴにてグロック19を使用。
『トランスフォーマー/ダークサイド・ムーン』
元セクター7捜査官シーモア・シモンズが護身用としてグロック17を所持。また、終盤ではサムが元NEST隊員ロバート・エップスからグロック17を借用する。	
『トランスフォーマー/ロストエイジ』
特殊部隊「墓場の風」の隊員がグロック17を所持。また、指揮官、ジェームズ・サヴォイは本銃のスライドをカスタマイズしたタイプを使用。
『トランスポーター2』
ローラが33連マガジン、サプレッサー、レーザーサイトを装備したグロック18を使用。
『ナショナル・セキュリティ』
アールが33連マガジンとフラッシュライトを装備したハーフシルバーのグロック18を使用。劇中名称は「アールjr.（ジュニア）」。
『ハード・ウェイ』
ジェームズ・ウッズ演ずるモス刑事が使用。
『バイオハザードIII』
レッドフィールドコンボイ（車団）リーダーのクレア・レッドフィールド（アリ・ラーター）がスーパーアンデット襲撃の際に使用している。
『バイオハザードV リトリビューション』
エイダ・ウォン（李冰冰）がフラッシュライト付きのグロック17を使用する。
『バイオハザード: ザ・ファイナル』
物語の序盤で罠にかかった主人公、アリス・アバーナシーが兵士からコンペンセイター付きのグロック17を奪い取り使用する。また、装甲車の乗員がグロック17のコンペンセイター付きを所持している。
『バッドボーイズ 2バッド』
シドが市街地で通常モデルを使用するほか、キューバでマイクから借用。マイク・ラーリーがハーフシルバーモデルを2丁使用する。
『パトリオット・デイ』
ボストン市警のトミー・サンダース巡査部長を始めとする警察官達が、グロック22及びグロック23を装備。テロリストの捜索時や、ウォータータウンにおける銃撃戦で使用する。
『ヒート』
ホテルで張り込みをしていたロサンゼルス市警察がニール・マッコーリーに対してグロック19を突き付ける。
『フォーエバー・パージ』
警察車両に拘束されている被疑者達が、住宅地で乱射される銃声を「今の銃声は30-06弾だ」、「30-30弾」、「AR-15ライフル」、「グロック銃だな」と聞き分けるシーンがある。
『ブラックサイト』
FBI捜査官、ジェニファーとボックス刑事が使用。本銃で小型カメラを殴りつける。
『プリズン・ブレイク』
シーズン2にて、マホーン捜査官が使用。
『ボーダーライン』
主人公のケイト・メイサーがグロック19を使用していた。もう1人の主人公のアレハンドロ・ギリックがグロック17を使用していた。
『暴走特急』
主人公のケイシー・ライバックに協力する客室乗務員のボビー・ザックスが、ライバックが敵から鹵獲したグロック19を借りて使用。
『ホステージ』
ブルース・ウィリス演ずる刑事がグロック17とグロック26を使用。
『ホワイトハウス・ダウン』
娘とのホワイトハウスツアーの前に主人公のジョン・ケイルがホワイトハウス内の武器庫にグロック19を預ける。
『香港国際警察/NEW POLICE STORY』
主人公のチャン警部を始め、香港警察の刑事達がグロック17を使用。また、終盤の香港コンベンション・センターで銀行強盗団のリーダー、ジョーがグロック18Cを、メンバーのローとファイアーがグロック17をサイドアームとして携帯しており、前半と終盤ではチャンとジョーがフィールドストリップした本銃の組み立て勝負をする際にも使用される。
『ポリス・ストーリー REBORN』
グロック17を主人公のリン刑事演じるジャッキーチェンが使用。この映画の公式のキャンペーンで主人公が使うグロック17のモデルガンを抽選でプレゼントするという企画があった。
『スキップ・トレース』
主役のベニー・ブラックとコナー・ワッツがグロック17をお互いの脅しのため使用。敵役もグロック17を使用していた。
『マトリックス リローデッド』
グロック18をモーフィアスが使用。中盤のカーチェイスの末に、ザ・ツインズが駆る車を日本刀の斬撃で転倒させてから、車の底に銃弾の雨を浴びせて爆発させる見せ場がある。
『ミッション:インポッシブル3』
女性エージェントのゼーン・リーがグロック17を使用。主人公、イーサン・ハントも上海にて負傷した彼女の銃を借用して使用。
『ミッション:インポッシブル/ゴースト・プロトコル』
冒頭のブダペストでトレバー・ハナウェイがグロック17を使用。ウィリアム・ブラントは中盤のドバイにてグロック17を所持しているが、発砲シーンは無い。また、イーサン・ハントは前半のモスクワでボグダンを眠らせるためにグロック17から麻酔弾を発砲する。
『身代金』
ジミー・シェイカー刑事がグロック19を使用。
『ラストスタンド』
ソマートンの保安官、麻薬組織の私兵部隊、FBI捜査官がグロック17を使用。うち私兵部隊の1人は2丁拳銃で使用する。
『ワイルド・スピード EURO MISSION』
グロック17をレティが使用する。
『藁の楯』
新幹線内での銃撃戦の際に神箸正樹巡査部長とヤクザトリオがグロック17を使用する。
『VIVANT』
テントの最高幹部及びムルーデル社長のノコルが使用する。作中で使用されているのはグロック17である。

## アニメ・漫画
『428 〜封鎖された渋谷で〜』
主人公の1人であるジャックがグロック17を使用。
『Angel Beats!』
主人公、音無がグロック17の第2世代モデルを使用。
『ANGEL PARA BELLUM エンジェルパラベラム』
『Fate/Zero』
アニメ版にて、主人公の衛宮切嗣と久宇舞弥がグロック17を使用。
『悪魔のリドル』
犬飼恵介がグロック26を使用。サイレンサー付き。
『亜人』
戸崎の部下の黒服が使用。サイレンサー、ロングマガジン付き。亜人に襲撃された駐屯地の一部の自衛官が所持。
『アルドノア・ゼロ』
界塚伊奈帆ほか、地球連合軍に所属する軍人の多くがグロック17を標準装備する。アニメ第22話ではスレイン・トロイヤードとの銃撃戦に使用される。
『ウルフガイ』
単行本第4巻にて、黒田（兄）が学校に乱入した際にグロック18を使用。弾薬を持つ余裕があったはずだったが、予備マガジンを持っていない。威力が多少誇張されている。
『カウボーイ・ビバップ』
フェイ・ヴァレンタイン（Faye Valentine）がグロック30（.45ACP弾・装弾数9+1発）を愛用。
『ガンスミスキャッツ』
主人公、ラリー・ビンセントが愛銃Cz75旧型モデルの代用品としてグロック17を使用。
『銃夢 LastOrder』
ジャッコがグロック17とグロック26をともに二丁拳銃で使用。
『機動戦士ガンダムSEED』
イザーク、バルトフェルド、クルーゼ、ザフト軍兵士が使用。
『攻殻機動隊 STAND ALONE COMPLEX』
第13話「テロリスト NOT EQUAL」にて、海上プラントに潜入した海上保安庁特殊部隊SST隊員の榊林が所持。また、第15話「機械たちの時間 MACHINES DESIRANTES」で射撃訓練を監督していたバトーが手にしている。作中では、公安9課の制式拳銃G33に合わせて、名称が「G33 ADVANCE」となっている。
『ご注文はうさぎですか?』
リゼがモデルガンのグロック17を使用。
『ご注文はうさぎですか??』
引き続きリゼがモデルガンのグロック17を使用。
『さばげぶっ!』
春日野うららがグロック26Cを二丁持ちで使用する。
『ザ・マシーン・ガン・ドーターズ』
『ジーザス』
24のヒットマン、御堂真奈美が使用。
『シティーハンター』『エンジェル・ハート』
両作品で様々な人物が使用している。また、『A.H.』においては正道会の暗殺者育成機関の教官たち（ドラマ版は「カリート」をはじめレギオンの部隊員）が使用。
『シャム猫 -ファーストミッション-』
ジュンがグロック26を使用。
『新世紀エヴァンゲリオン』
漫画版にて、戦略自衛隊の拳銃としてグロック17が登場する。NERV本部に侵入した戦略自衛隊員から葛城ミサトが奪い、戦略自衛隊員を2人射殺。
『新世紀エヴァンゲリオン劇場版 Air/まごころを、君に』
ネルフ本部に戦略自衛隊が侵攻してきた際に日向マコトが引き出しからグロック17を出して使用。

『戦闘妖精雪風』
OVAにて、グロック17がフェアリィ空軍の制式拳銃として登場。第1巻ではヤザワが使用し、第3巻ではバンシーIV艦内で零がトマホーク・ジョンに投げて寄こすシーンに登場する。
『ソードアート・オンラインII』
シノンがグロック18Cを使用。
『地雷震』
主人公、飯田響也刑事がグロック19を使用。続編の『地雷震diablo』でも、彼の愛用銃として登場する。
『ドラえもん のび太のねじ巻き都市冒険記』
映画版にて熊虎 鬼五郎がグロック17を使用。子供向け作品だがマガジンを抜いて装弾数を確認しスライドを引いて初弾を薬室に装填、発射時にブローバックする場面も作画されている。
『バイオハザード: ヴェンデッタ』
グレン・アリアスがクリス・レッドフィールドとの銃撃戦に際してグロック18Cを使用。また、ノベライズ版ではニューヨーク市での大規模バイオテロを受けて出動したニューヨーク市警察の警官らが使用する（こちらは「グロック」としか表記されていないので詳細な型式は不明）。
『犯罪交渉人峰岸英太郎』
『はじめまして松尾です』
「イカれたおばさんが電車で犬を放つ」にて、ネズミママがグロック17と思われるものを電車で組み立て、電車の外へ放り投げる。その後野生となっていた松尾が拾う。
『不死の猟犬』
剣崎が使用。
『プランダラ』
特務部隊のハーズ大尉が使用。
『名探偵コナン』
楠田陸道がグロッグ17で自殺する。その後グロッグ17は赤井秀一に渡り、安室透の部下の車のタイヤに撃ち込み、クラッシュさせる。
『ヨルムンガンド』
グロック17をココ、マオ、バルメが使用。グロック36をレームがグレゴワールに対して使用するが、グレゴワールが着ていた防弾チョッキに全弾弾かれてしまう。
『リコリス・リコイル』
DA所属のリコリスが45口径モデルのグロック21を使用。
『ルパン三世VS名探偵コナン THE MOVIE』
江戸川コナンが、アランとルチアーノのヴェスパニア鉱石の取引現場でのルパン一味の介入による混乱のドサクサに紛れる形で、ルチアーノの手下が落としたグロック17を拾い、ルパン三世に銃口を突きつける。
「ザ・ファブル」
ファブルがグロック19（作品の特徴に合わせ）を所持、大阪に行く際に置いて行ったので、その後の使用は不明。

## 小説
『8代目魔王はFPSで冒険者どもをKILLしたい』
主人公のアハトが独自カスタムモデルとみられるGLOCK18C（MAO8）を使用。microRONIコンバージョンキットを利用して小銃としても使っている。
『MM9』
カルト集団CCI（創造的宇宙論研究所）のメンバーの装備として度々登場する。作中では「グロック」としか表記されておらず、具体的な種類は不明。第3巻『MM9―destruction―』では案野一騎と酒井田亜紀子もCCIメンバーから奪ったものを使用する。
『怪盗は探偵のはじまり』
『官邸襲撃』
高嶋哲夫の小説。グロック22が登場。日本の首相官邸を占拠したテロリストらが装備しており、ライアン、アレン、筒井といったテロリスト側の主要人物らが作中の重要場面でたびたび使用する。また、テロリストがグロック22の他にもMP5短機関銃やM249軽機関銃といった西側製銃器で武装していることから、中東や北のテロリストではない、と主人公らが推測する要因のひとつとなる。
『凶気の桜』
消し屋（殺し屋）が使用。
『クビキリサイクル 青色サヴァンと戯言遣い』
園山赤音が使用。
『撃鉄の心臓 (Novel 0)』
『デビルズ・ダイス』
「財団」の制式拳銃として、グロック26が登場。財団のメンバーを殺害した時に才が奪い、それ以後使用する。
『特命武装検事・黒木豹介』
黒豹奪還にて、主人公の黒木豹介がグロック17Lを使用。
『バトル・ロワイアルII 鎮魂歌』
風間総司が使用。
『緋弾のアリア』
尋問科教諭の綴梅子がグロック18を使用。
『フルメタル・パニック!』
主人公の相良宗介が、レーザーサイトを装備したグロック19を使用。原作者は安全装置や演出の面での問題を挙げ、「持たせたのは失敗だった」と述べている。
『ヤングガン・カルナバル』
白鷺桃子がグロック18Cを使用。

## ゲーム
『バイオハザードシリーズ』
『バイオハザード CODE:Veronica』
『Veronica』のクリスの初期装備。カスタムパーツのアイテムは存在せず、訓練所の地下にある武器庫の作業台の上に置かれているのをハンドガン（グロック17）を持っている状態で改造を行うと、ハンドガン改（グロック17改）に変化する。
『バイオハザード RE:3』
『RE:3』のジル及びカルロスの初期装備。『RE:3』では、ジルが道中に死体の警察官を拝借して使用する。ジルの操作時のみ、1度に3発まで発射するバーストガンの他、カスタムパーツはダットサイト・ロングマガジン・モデレーターの3種類登場する。
『バイオハザード7 レジデント イービル』 「７」でのイーサンがジャック・ベイカーと対峙したときにデイビット・アンダーソン保安官補佐の死体から受け取った作中で「G17」として登場する

『ファーストパーソン・シューティングゲーム』
（FPS）などで多く見られるほか、拳銃が登場する際に本銃が選択されるケースは非常にありふれているので割愛する。

## その他
『ベイビーレイズ』
初回生産限定盤A、Bのジャケットでメンバー全員がグロック26を所持している。東京マルイのニュー銀ダンシリーズ。